# Percy Grainger
Percy Aldridge Grainger (Melbourne, 8 luglio 1882 – White Plains, 20 febbraio 1961) è stato un compositore australiano naturalizzato statunitense.
Grainger è stato compositore, pianista virtuoso, inventore, collezionista e trascrittore di musica popolare di varie culture.

## Biografia
Il padre, donnaiolo e alcolista, lasciò la famiglia quando Percy aveva 8 anni e sua madre, Rose Aldridge, assunse il controllo di tutti gli aspetti della vita del figlio. La disciplina era rigida, ma l'affetto che legava madre e figlio era profondo.
Dopo gli studi al Conservatorio di Francoforte, Grainger si trasferì in Gran Bretagna nel 1901 iniziando la sua carriera di pianista. La sua avvenenza e la sua capigliatura biondissima lo resero assai popolare nella società londinese del tempo. Proprio in questo periodo iniziò a raccogliere canzoni popolari e dal 1905 viaggiò in Inghilterra e Scandinavia, raccogliendo e trascrivendo più di 500 canti.
Nel 1914 Grainger si trasferì negli Stati Uniti, a White Plains, NY, divenendo cittadino statunitense nel 1918. Per il resto della sua vita si esibì come pianista in tutto il mondo, guadagnando molto denaro, che spesso impiegò anche per scopi benefici. Nel 1928, sul palcoscenico dell'Hollywood Bowl, davanti a un pubblico di 15.000 persone, sposò Ella Ström, un'artista svedese sorprendentemente somigliante a sua madre. Grainger fu un uomo contraddittorio: un concertista che odiava esibirsi in pubblico, un pacifista vegetariano, avido lettore di sanguinose saghe nordiche, un fanatico della forma fisica che praticava attività sado-masochistiche. Fu soprattutto un radicale, un visionario e uno sperimentatore audace, la cui reputazione musicale è stata per troppo tempo confinata nella definizione “musica leggera”.
Nonostante possa essere definito un miniaturista (nessuna delle sue composizioni supera di molto i 20 minuti), la sua ampia produzione è ricca di idee innovative, un approccio all'orchestrazione più “elastico”, meno costretto da rigidezze formali, che in qualche modo sorprendentemente anticipa gli “aleatori” anni '60. Di alcuni tentativi di costruzione di macchine musicali capaci di realizzare le sue innovative idee musicali, sopravvivono solo pochi nastri magnetici.
Il suo sogno, solo in parte realizzato, si interruppe il 20 febbraio 1961, giorno della sua morte.

## Opere
- Percy Grainger è noto soprattutto come orchestratore. Tra i suoi brani più famosi, The Lost Lady Found, una canzone popolare riadattata per orchestra, e Scotch Strathspery and Reel (What Shall We Do With The Drunker Sailor), anch'essa adattata per orchestra.
- Nel 1857 il capitano Charles H. Robinson raccolse una melodia di violino che udì durante un ballo country a Bradford, Illinois. Ha inviato la melodia a Edgar Lee Masters che l'ha passata a Percy Grainger, il quale la adoperò come base per la sua composizione Spoon River.[1]